# Eastern Province Rugby Union Stadium
Das Eastern Province Rugby Union Stadium, meist kurz als EPRU Stadium bezeichnet, ist ein Stadion in der südafrikanischen Stadt Gqeberha. 33.852 Zuschauer finden auf den Rängen Platz. Ursprünglich war das Stadion nach Boet Erasmus, einem ehemaligen Bürgermeister Port Elizabeths benannt. Im September 1968 wurde das Boet Erasmus Stadium durch eine Flut vollständig zerstört.
Im Juli 2010 wurde das Stadion geschlossen, die Spiele der Eastern Province Rugby Union finden nun im Nelson-Mandela-Bay-Stadion statt. Das letzte Spiel trugen die Eastern Province Kings gegen die Blue Bulls am 3. Juli 2010 aus.
Bis zur Schließung fanden überwiegend Rugby-Union-Spiele statt, daneben wurde es aber auch für Fußballbegegnungen genutzt. Auch wenn es heute offiziell geschlossen ist, tragen Seniorenmannschaften und Amateurvereine im EPRU Stadium Spiele aus; auch für Club Rugby wird es zuweilen genutzt.

## Internationale Turniere

### Rugby-Union-Weltmeisterschaft 1995
Bei der Rugby-Union-Weltmeisterschaft 1995 war das EPRU Stadium eine von neun Wettkampfstätten in Südafrika. Drei Spiele der Gruppe A wurden hier ausgetragen:
| Datum      | Mannschaft 1 | Ergebnis | Mannschaft 2 | Zuschauer |
| ---------- | ------------ | -------- | ------------ | --------- |
| 26.05.1995 | Kanada       | 34:3     | Rumänien     | 18.000    |
| 31.05.1995 | Australien   | 27:11    | Kanada       | 15.000    |
| 03.06.1995 | Südafrika    | 20:0     | Kanada       | 31.000    |

### Fußball-Afrikameisterschaft 1996
Bei der Fußball-Afrikameisterschaft 1996 war das EPRU Stadium eines von vier Stadien. Es war der Austragungsort für sechs Gruppenspiele und ein Viertelfinale.
| Datum      | Mannschaft 1   | Ergebnis | Mannschaft 2   | Runde             | Zuschauer |
| ---------- | -------------- | -------- | -------------- | ----------------- | --------- |
| 14.01.1996 | Ghana          | 2:0      | Elfenbeinküste | Vorrundengruppe D | 8.000     |
| 16.01.1996 | Tunesien       | 1:1      | Mosambik       | Vorrundengruppe D | 1.000     |
| 10.01.1996 | Ghana          | 2:1      | Tunesien       | Vorrundengruppe D | 1.000     |
| 21.01.1996 | Elfenbeinküste | 1:0      | Mosambik       | Vorrundengruppe D | 0.500     |
| 24.01.1996 | Algerien       | 2:1      | Burkina Faso   | Vorrundengruppe B | 0.180     |
| 25.01.1996 | Tunesien       | 3:1      | Elfenbeinküste | Vorrundengruppe D | 1.000     |
| 28.01.1996 | Ghana          | 1:0      | Zaire          | Viertelfinale     | 8.000     |

### Fußball-Weltmeisterschaft 2010
Bei der Fußball-Weltmeisterschaft 2010 wurde die Infrastruktur des EPRU Stadiums genutzt; Spiele fanden hier keine statt.

## Internationale Begegnungen

### Rugby
| Datum      | Mannschaft 1           | Ergebnis | Mannschaft 2  | Wettbewerb                                          | Zuschauer |
| ---------- | ---------------------- | -------- | ------------- | --------------------------------------------------- | --------- |
| 1955       | Eastern Province Kings | 20:0     | British Lions | 1955 British Lions tour to South Africa             |           |
| 1955       | Südafrika              | 22:8     | British Lions | 1955 British Lions tour to South Africa, Test Match |           |
| 1962       | Eastern Province Kings | 6:21     | British Lions | 1962 British Lions tour to South Africa             |           |
| 1968       | Eastern Province Kings | 14:23    | British Lions | 1968 British Lions tour to South Africa             |           |
| 1968       | Südafrika              | 6:6      | British Lions | 1968 British Lions tour to South Africa, Test Match |           |
| 25.05.1974 | Südafrika              | 9:26     | British Lions | 1974 British Lions tour to South Africa, Test Match | 55.000    |
| 13.06.1974 | Eastern Province Kings | 14:28    | British Lions | 1974 British Lions tour to South Africa             |           |
| 10.05.1980 | Eastern Province Kings | 16:28    | British Lions | 1980 British Lions tour to South Africa             |           |
| 24.05.1997 | Eastern Province XV    | 11:39    | British Lions | 1997 British Lions tour to South Africa             |           |
| 17.06.2006 | Südafrika              | 29:15    | Schottland    | 2006 mid-year rugby test series, Test Match         | 35.000    |

### Fußball
| Datum      | Mannschaft 1 | Ergebnis | Mannschaft 2 | Wettbewerb                | Zuschauer |
| ---------- | ------------ | -------- | ------------ | ------------------------- | --------- |
| 29.07.2000 | Südafrika    | 0:1      | Simbabwe     | COSAFA Cup 2000           |           |
| 12.11.2006 | Südafrika    | 2:3      | Senegal      | Nelson Mandela Challenge  |           |
| 01.06.2008 | Südafrika    | 0:1      | Nigeria      | Qualifikation zur WM 2010 | 30.000    |